# Contrabando (historieta)
Contrabando es una historieta de 1978 del dibujante de cómics español Francisco Ibáñez protagonizada por Mortadelo y Filemón.

## Sinopsis
El "Súper" les encarga a Mortadelo y Filemón distintas misiones con el fin de acabar con el contrabando.

## En otros medios
- Ha sido adaptado al completo en el episodio de la serie de televisión sobre los personajes, aunque recibe el nombre El contrabando.[2]